# Malacoplachia
La malacoplachia è una rara malattia infiammatoria granulomatosa multisistemica, che colpisce soprattutto persone con deficit immunitario. Si manifesta come papula, placca o ulcerazione che di solito colpisce il tratto genito-urinario. Può anche essere associato ad altri organi corporei. È stata descritta all'inizio del XX secolo come placche giallastre morbide trovate sulla mucosa della vescica urinaria. Microscopicamente è caratterizzato dalla presenza di istiociti schiumosi (chiamate cellule di von Hansemann) con inclusioni basofile chiamate corpi di Michaelis-Gutmann.

## Etimologia
Il termine deriva dal greco malakos ovvero molle e plax piatto.

## Storia
Si descrivono casi di malacoplachia già agli inizi del 1900.

## Sintomatologia
La malacoplachia può manifestarsi a tutte le età, con un esordio medio attorno ai 50 anni e una maggiore incidenza nel sesso femminile. Insorge di solito nei pazienti immunodeficienti, con una storia di diabete, trapianto, linfoma, terapia con ormoni steroidei o alcolismo. Nella maggioranza dei casi (60-80%), la malacoplachia colpisce le vie urinarie (vescica, reni, e ureteri). Possono essere coinvolti anche altri organi, in particolare il tratto gastrointestinale (colon sinistro, sigma, retto, stomaco), nel 15% dei casi. Altri distretti interessati sono le vie genitali, la cute, il collo, la lingua, i polmoni e il sistema nervoso centrale. I pazienti possono essere asintomatici o presentare sintomi aspecifici (dolore, febbre), che variano a seconda dell'organo che viene coinvolto. La malacoplachia cutanea si manifesta con papule o ulcere a diversa localizzazione (addome, facies, regione perianale), rash e prurito. La malacoplachia può associarsi ad altre malattie granulomatose, come la sarcoidosi e la tubercolosi, ed ai carcinomi (prostata, colon-retto).Le piccole placche che si mostrano sono fragili al tatto e hanno un diametro di 3–4 cm. Si mostrano solitamente lungo il tratto genito-urinario o sulla cute mentre più raramente nello stomaco, nel colon e nei polmoni.

## Eziologia
Si ritiene che la malacoplachia sia dovuta ad un difetto nella risposta alle infezioni batteriche. I macrofagi e i monociti mostrano un'attività fagolisosomiale deficitaria, fagocitano i batteri, ma non sono in grado di digerirli completamente. I batteri parzialmente digeriti si accumulano nel citoplasma cellulare e producono una reazione granulomatosa delle cellule immunitarie.

## Diagnosi
La diagnosi di malacoplachia è difficile in quanto non si associa né ad una sintomatologia clinica specifica né a quadri di imaging caratteristici. La diagnosi viene posta in base ai risultati dell'endoscopia, che rivela la presenza di placche o noduli vascolarizzati giallastri o polipoidi bianchi. La diagnosi viene confermata dalla biopsia dei tessuti affetti. L'esame istologico dimostra la presenza di cellule di von Hansemann (istiociti con nuclei piccoli e citoplasma granuloso acidofilo) che contengono i corpi di Michaelis-Gutmann (inclusioni di calcio positive all'acido periodico di Schiff e alla colorazione di von Kossa). Questa lesione è patognomonica per la malacoplachia.

## Terapia
Il trattamento si basa sull'assunzione di antibiotici capaci di penetrare dentro le cellule (fluorochinoloni, trimetoprim-sulfametossazolo). La durata della terapia non è ancora standardizzata. Nelle forme pesudo-tumorali, è indicata la rimozione chirurgica delle lesioni.